# 교환 가능 확률 변수족
확률론과 통계학에서 교환 가능 확률 변수족(交換可能確率變數族, 영어: exchangeable family of random variables)은 유한 개를 재배열하여도 결합 확률 분포가 변하지 않는 확률 변수 집합이다. 교환 가능 시그마 대수(交換可能σ代數, 영어: exchangeable sigma-algebra)는 유한 개의 확률 변수를 재배열하여도 발생 여부가 바뀌지 않는 사건들로 구성된 시그마 대수이다.

## 정의

### 교환 가능 시그마 대수
두 집합 {\displaystyle A}, {\displaystyle B}의 대칭차는 다음과 같다.
{\displaystyle A\bigtriangleup B=(A\setminus B)\cup (B\setminus A)}
집합 {\displaystyle A}에 대하여, {\displaystyle \operatorname {fp} (A)}가 {\displaystyle \pi (a)\neq a}인 {\displaystyle a\in A}의 수가 유한한 전단사 함수 {\displaystyle \pi \colon A\to A}의 집합이라고 하자.
실수 수열 {\displaystyle x\in {\mathbb {R} }^{\mathbb {N} }} 및 {\displaystyle \pi \in \operatorname {fp} (\mathbb {N} )}에 대하여,
{\displaystyle \pi x=(x_{\pi (i)})_{i\in \mathbb {N} }}
이라고 하자.
확률 공간 {\displaystyle (\Omega ,{\mathcal {F}},\operatorname {Pr} )} 위의, 실수 수열 {\displaystyle ({\mathbb {R} }^{\mathbb {N} },{\mathcal {B}}({\mathbb {R} }^{\mathbb {N} }))} 값의 확률 변수
{\displaystyle X\colon \Omega \to {\mathbb {R} }^{\mathbb {N} }}
의 교환 가능 시그마 대수는 다음과 같다.
{\displaystyle {\mathcal {E}}(X)=\{X^{-1}(B)\colon B\in {\mathcal {B}}({\mathbb {R} }^{\mathbb {N} }),\;\operatorname {Pr} (X^{-1}(B)\bigtriangleup (\pi X)^{-1}(B))=0\forall \pi \in \operatorname {fp} (\mathbb {N} )\}\subset {\mathcal {F}}}
교환 가능 시그마 대수의 원소를 교환 가능 사건(交換可能事件, 영어: exchangeable event) 또는 순열 가능 사건(順列可能事件, 영어: permutable event) 또는 대칭 사건(對稱事件, 영어: symmetric event)이라고 한다.

### 교환 가능 확률 변수족
확률 공간 {\displaystyle (\Omega ,{\mathcal {F}},\operatorname {Pr} )} 위의, 실수 {\displaystyle (\mathbb {R} ,{\mathcal {B}}(\mathbb {R} ))} 값의 확률 변수들의 가산 집합
{\displaystyle (X_{i}\colon \Omega \to \mathbb {R} )_{i\in I}}
에 대하여, 다음 두 조건이 서로 동치이며, 이를 만족시키는 {\displaystyle (X_{i})_{i\in I}}를 교환 가능 확률 변수족이라고 한다.
- 임의의 유한 집합 {\displaystyle J\subseteq I} 및 두 전단사 함수 {\displaystyle i,j\colon \{1,\dots ,|J|\}\to J}에 대하여, {\displaystyle (X_{i(1)},\dots ,X_{i(|J|)})}와 {\displaystyle (X_{j(1)},\dots ,X_{j(|J|)})}의 확률 분포는 같다.
- 임의의 {\displaystyle n=1,2,\dots } 및 두 단사 함수 {\displaystyle i,j\colon \{1,\dots ,n\}\to I}에 대하여, {\displaystyle (X_{i(1)},\dots ,X_{i(n)})}와 {\displaystyle (X_{j(1)},\dots ,X_{j(n)})}의 확률 분포는 같다.

데 피네티 정리(영어: de Finetti’s theorem)에 따르면, 만약 {\displaystyle I}가 가산 무한 집합일 경우, 다음 네 조건이 서로 동치이다.:232, §7.3, Theorem 2
- {\displaystyle (X_{i})_{i\in I}}는 교환 가능 확률 변수족이다.
- {\displaystyle (X_{i})_{i\in I}}는 어떤 사건 시그마 대수 {\displaystyle {\mathcal {G}}\subseteq {\mathcal {F}}}에 대하여 조건부 독립 동일 분포이다.
- {\displaystyle (X_{i})_{i\in I}}는 꼬리 시그마 대수 {\displaystyle {\mathcal {T}}(X_{i})_{i\in I}}에 대하여 조건부 독립 동일 분포이다.
- {\displaystyle (X_{i})_{i\in I}}는 {\displaystyle {\mathcal {E}}(X_{i})_{i\in I}}에 대하여 조건부 독립 동일 분포이다.

## 성질
교환 가능 확률 변수열이 주어졌을 때, 만약 모든 꼬리 사건의 확률이 0 또는 1이라면, 모든 교환 가능 사건의 확률 역시 0 또는 1이다. 특히, (콜모고로프 0-1 법칙에 따라 독립 동일 분포 확률 변수열의 꼬리 사건의 확률이 0 또는 1이므로,) 독립 동일 분포 확률 변수열의 교환 가능 사건의 확률은 0 또는 1이다. 이 특수한 경우를 휴잇-새비지 0-1 법칙(영어: Hewitt–Savage zero–one law)이라고 한다.

## 예
실수 값의 확률 변수열의 모든 꼬리 사건은 교환 가능 사건이다.
모든 독립 동일 분포 확률 변수열은 교환 가능 확률 변수열이다.

## 역사
데 피네티 정리는 브루노 데 피네티(이탈리아어: Bruno de Finetti)의 이름을 땄다. 휴잇-새비지 0-1 법칙은 에드윈 휴잇(영어: Edwin Hewitt)과 레너드 지미 새비지(영어: Leonard Jimmie Savage)의 이름을 땄다.

## 참고 문헌
1. ↑  Chow, Yuan Shih; Teicher, Henry (1997). 《Probability Theory. Independence, Interchangeability, Martingales》. Springer Texts in Statistics (영어) 3판. New York, NY: Springer. doi:10.1007/978-1-4612-1950-7. ISBN 978-0-387-40607-7. ISSN 1431-875X. Zbl 0891.60002.